# Sanai Hashimoto
Sanai Hashimoto (jap. 橋本左内 Hashimoto Sanai; ur. 19 kwietnia 1834 w Fukui, zm. 1 listopada 1859) – japoński samuraj, lekarz, polityk i poeta okresu Edo.
Urodził się w Fukui (ówczesna prowincja Echizen) jako syn lekarza służącego klanowi Fukui. Uczył się medycyny w Osaka Tekijuku prowadzonej przez lekarza Kōana Ogatę. Po ukończeniu studiów powrócił w rodzinne strony w 1852 roku. 
W 1854 roku wyjechał na dalsze studia do Edo (obecnie Tokio), gdzie poznał m.in. Tōko Fujitę i Takamori Saigō. Gdy wrócił do Fukui, został oficjalnym strażnikiem (shoinban) i zastępcą kierownika szkoły. Z czasem stał się jedną z głównych postaci zaangażowanych w rządowe reformy klanu Fukui. 
W 1857 roku został wezwany do Edo, gdzie służył Yoshinadze Matsudaira. Po bezpotomnej śmierci 13. sioguna Iesady Tokugawy czynnie promował Yoshinobu Hitotsubashi na urząd 14. sioguna, ale jego wysiłki nie powiodły się. Głównym ministrem (tairō) siogunatu został Naosuke Ii, który doprowadził do osądzenia Hashimoto przez wojskowy trybunał i pozbawienia go życia przez ścięcie głowy w 1859 roku podczas tzw. Czystki Ansei (jap. 安政の大獄 Ansei no taigoku).